# Ilija Violoni
Ilija Violoni (Albacina, 1879. – uz Savu kod Brčkog, 10. travnja 1945.), bosanski katolički svećenik, mučenik vjere, kulturni djelatnik talijanskog podrijetla Zaslužan je za podizanje župne crkve i kupovinu današnje zgrade HKD Napredak u Brčkom.

## Životopis
Rodio se 1879. u Italiji. Poslije svršetka školovanja zaređen je 29. lipnja 1902. za svećenika Vrhbosanske nadbiskupije. Doktorirao je filozofiju i crkveno pravo. Obnašao je dužnost župnika četrdesetak godina i dekana Brčanskog dekanata u kojem je bilo oko 20 župa. Mnogo je pridonio Katoličkoj Crkvi u Brčkom. Dok nije došao crkva je bila skromna. Violoni je cijeli život posvetio gradnji nove velike crkve koju je posvetio Srcu Isusovu, danas nacionalnog spomenika Bosne i Hercegovine. Gradnja nove katoličke crkve konačno je počela 1931. i već je bila završena 1933. godine. Posveta crkve koje je jedna od njegovih velikih životnih djela bila je svečanija od uobičajenih posveta. Došlo je na tisuće vjernika, od čega samo iz Bijeljine u Brčko je došlo oko 1.000 katolika, svi u svojim seljačkim haljinama pjevajući katoličke pjesme.
Violoni je bio i školski vjeroučitelj. Osnovao je 1906. Marijinu kongregaciju travničkih samostanskih učenica i stavio ju pod zaštitu Majke Divne, učvrstivši joj štovanje. Ostavio je veliki trag u kulturnom i vjerskom životu u Brčkom i drugim mjestima. Njegovo Brčko je od 1939. do 1945. imalo veliki broj hrvatskih kulturnih udruga poput HKD Napredak. Njegovim zalaganjem i pomoći, HKD Napredak je kupiti veliku lijepu zgradu za svoj dom kulture. Dom je imao veliku dvoranu i knjižnicu i druge prostorije za društveno okupljanje građana. U njoj je sjedište imalo Hrvatsko pjevačko društvo Hrvat. Bila je to jedina zgrada u gradu za velike društvene skupove. Violoni je bio prvi predsjednik križarskog pokreta Hrvatskog bratstva u Brčkom. Violoni je bio apostolski protonotar i duhovnik Bratstva. Organizirao je hrvatska kulturna društva i udruženja.  Bio je veliki zaštitnik brčanske sirotinje bez obzira na vjeru.
Violonija su vrlo voljeli pripadnici sviju vjera. I u Drugome svjetskom ratu bio je dobročinitelj. zauzimao za Srbe i njihove obitelji i to je bilo poznato partizanima. Još polovice lipnja 1944. kad je bila u tijeku invazija na Normandiju, rekao je rodbini da je dobio pismo od partizana iz okolice, da ga pohvaljuju što se zauzeo za Srbe i da su mu napisali i da slobodno ostane na svom mjestu i da mu se ništa ne smije dogoditi. Zadnje mjesece rata došli su partizani. OZNA je uhitila brojne Hrvate optuživši ih da su ustaše. Premda se u Violonija nisu dirali, nije mogao ostati miran. Kao što se u NDH zauzeo za uhićene Srbe, smatrao je da može i smije zauzeti se za uhićene Hrvate. Čuvši za ova uhićenja smjesta je otišao u partizanski štab i intervenirao za te Hrvate. No nisu uvažili njegove argumente nego su i njega zadržali i stavili među uhićene Hrvate.
Široj javnosti slabo su poznati stravični razmjeri partizanskih zločina u Brčkom. Već prvi dan po ulasku u Brčko pobili su oko 300 civila katolika i muslimana. Nisu bili ni ustaše niti su bili ikakvi politički dužnosnici u NDH. Potom su 80 ranjenika iz brčanske bolnice odveli u obližnju šumu i pobili. Komunistički režim je i ovdje napravio svoju uobičajenu praksu. Svoj masovni zločin prikrio je podignutim partizanskim spomen- obilježjem na masovnom stratištu svojih žrtava. Rijetko koji Brčak danas zna da su s Križnog puta partizani vratili 70 žena Brčanki te ih strašno zlostavljali i silovali u Brčkom cijeli mjesec dana, a preživjela je samo jedna svjedokinja. Naredne dane partizani su u Brčkom smaknuli još najmanje 400 ljudi. Uhićene su odvodili u manjim skupinama do Savskog mosta i gdje su ih ubili. Poimence se zna za 1.188 stradalih Hrvata iz brčanskih sela od partizana. Većina je likvidirana u poslijeratnim masovnim egzekucijama. Nisu prikupljena sva imena žrtava pa popis nije konačan.
Računavši da se nitkom nije zamjerio a mnogima pomogao, ostao je u župnom stanu. Unatoč tome što se nitkome nije zamjerio, ubijen je u poslijeratnim jugokomunističkim progonima Katoličke Crkve i Hrvata. 
Izgovor za uhićenje bio je da je surađivao s kardinalom dr. Alojzom Stepincem i zbog "pokrštavanja Srba" u ovom kraju. Činjenice su da nije htio prekrštavati pravoslavce ako im nadležne ustaške vlasti u Brčkom nisu izdale uredne potvrde za taj čin. Komunistička historiografija nije prepoznavala dobru namjeru katoličkih svećenika za spašavanje života srpskim pravoslavcima kojima je prelazak na katoličanstvo bio fiktivan, nego je za to govorila da je to "osnovu svibanjske poslanice nadbiskupa Stepinca 1941." čime je počelo "prekrštavanje srpskog stanovništva u rimokatoličku vjeru", a da su "U Brčkom su rimokatolički svećenici Ante Kljajić i Ilija Violoni s kotarskim predstojnikom Vjećeslavom Montanijem postavili sebi cilj da do kraja 1941. godine izvrše pre-
krštavanje svog srpskog stanovištva u kotaru." Novoj partizanskoj vlasti činjenica da je Violoni katolički svećenik, župnik, visoki hrvatski intelektualac, karizmatična ličnost u narodu bila je, kao i drugdje, sasma dovoljan razlog da ga likvidiraju.
Više je inačica o tome kako je uhićen i likvidiran. Prema jednoj, uhitili su ga u crkvenom dvorištu, udarali, vrijeđali i odveli. Mučki je ubijen 10. travnja 1945., tek tri dana nakon što su partizanske snage ušle u Brčko. Više je inačica o tome kako je ubijen jer nema sigurnih provjerenih podataka. Uhićenu skupinu katolika vodili su kroz Brčko, a uhićenici su glasno molili. Prema prvoj ubijen je bez suda u velikoj skupini katolika, a tijela ubijenih zatrpana su u zajedničkoj grobnici. Druga inačica je da su pripadnici te skupine ubijeni na Savskom mostu i bačeni u Savu. U tim skupinama strijeljani su pored ostalih i dr. Anto Cebalo, djed hrvatskoga šahovskog velemajstora, te Maru Jozić, ženu koja je bila od prvih dana predsjednica katoličkih žena u Brčkom. Prema trećoj inačici, uhićena skupina odvedena je do rijeke Save (ispod mosta), ondje pogubljena i bačena u Savu. Prema četvrtoj inačici, ubijenog Violonija zakopali su u stajsko gnojivo kraj župnog stana. Po petoj inačici, uhićen je studenoga 1945., stavljen u zatvor u Brčko, odakle su ga izveli i ubili negdje kraj Save. Prema šestoj, već drugog dana po ulasku u Brčko i "oslobađanja", istjerali su ga iz stana u župnoj kući. Trojac naoružanih partizana odveo ga je ispod savskog mosta i tu su ga ustrijelili. Mrtvo Violonijevo tijelo ovdje je ležalo tri dana, jer nitko nije smio doći odnijeti ga na groblje i dostojno pokopati. Za pogubljenje nikada nitko nije odgovarao, iako su komunisti i propartizanski dužnosnici HSS rekli Titu što je bilo. Istaknuti brčanski komunisti, nekadašnje vođe URS-ovih sindikata, kao i propartizanski narodni zastupnici HSS-a doputovali su u Brčko čim su doznali što se zbilo, zauzeti se za Violonija, ali prekasno.
Jugoslavenski režim nesmiljeno je zatirao neistomišljenike, a njihove stečevine prisvajao sebi. Napretkov dom prenamijenjen je, uklonjen je naziv hrvatskog, i preimenovan u Dom JNA. Ilija Violoni je bio nositelj visokih crkvenih odličja zbog čega je smio nositi mitru i ljubičastu reverendu i veliki zlatni križ. Violoni je nosio naslov začasnog kanonika Vrhbosanskog. Na 65. obljetnici smrti Ilije Violonija, otkrivena je 10. travnja 2010. na župnoj crkvi u Brčkom spomen-ploča i služena sv. Misa zadušnica.

## Vanjske poveznice
- Kamenjar.com Diktator izbačen s Pantovčaka. Vrijeme došlo za ulice, trgove… Popis 663 svećenika, redovnika, redovnice, bogoslova i sjemenišatarca s područja Hrvatske i Bosne i Hercegovine koji su ubijeni u ime politike zločinca i diktatora Josipa Broza Tita.